# Rhizotrogus guruguensis
Rhizotrogus guruguensis es una especie de coleóptero de la familia Scarabaeidae.

## Distribución geográfica
Habita en Melilla.